# Пачепа, Ион Михай
Ион Миха́й Паче́па (28 октября 1928, Бухарест, Румыния — 14 февраля 2021, США) — сотрудник румынской внешней разведки в годы Холодной войны. Бежал в США, где получил политическое убежище. По некоторым утверждениям, «самый высокопоставленный офицер разведки просоветского блока, бежавший на Запад». Автор публикаций, разоблачающих операции Секуритате и КГБ СССР в годы Холодной войны.

## Биография
Изучал химию в Бухарестском политехническом институте. Начал работать в Секуритате. В 1957—1960 работал на разведку Румынии в Бонне. В 1972—1978 был заместителем начальника внешней разведки Румынии. В июле 1978 года бежал в США, где получил политическое убежище. Побег Пачепы вызвал политический скандал в румынском руководстве, привел к отставке многолетнего начальника внешней разведки генерала Дойкару.
Занимался журналистской деятельностью. Автор нескольких книг и множества статей. В них он возлагал на КГБ ответственность за многие террористические действия, в том числе деятельность RAF и исламистский терроризм, обеспечение террористической деятельности ООП и создание термина палестинский народ, и за совершение множества политических убийств, в том числе убийство президента Кеннеди.

## Награды
- Орден Звезды Народной Республики Румыния V степени (21 августа 1954 года)[3]

## Книги
- Red Horizons: Chronicles of a Communist Spy Chief, 1987. ISBN 0-89526-570-2
- Red Horizons: the 2nd Book. The True Story of Nicolae and Elena Ceauşescu’s Crimes, Lifestyle, and Corruption, 1990. ISBN 0-89526-746-2
- The Kremlin Legacy, 1993
- Cartea neagră a Securităţii, Editura Omega, Bucharest, 1999. ISBN 9-73987-454-1
- Programmed to Kill: Lee Harvey Oswald, the Soviet KGB, and the Kennedy Assassination, 2007. ISBN 978-1-56663-761-9
- Дезинформация. Тайная стратегия абсолютной власти = [Disinformation: Former Spy Chief Reveals Secret Strategies for Undermining Freedom, Attacking Religion, And Promoting Terrorism] / Ион Михай Пачепа, Рональд Рычлак ; пер. А. Мовчан. — М.: Эксмо, 2016. — 576 с. — (FAKE. Технологии фальсификаций). — 2500 экз. — ISBN 978-5-699-87127-8.

### Избранные статьи
- The Arafat I Knew, 2002
- The KGB’s Man, 2003
- Khaddafi’s «Conversion», 2003
- Ex-spy fingers Russians on WMD, 2003
- From Russia With Terror, March 1, 2004
- No Peter the Great, September 20, 2004
- Putin’s Duality, August 5, 2005
- Left-Wing Monster: Ceausescu, February 10, 2006
- Who Is Raúl Castro? A tyrant only a brother could love., August 10, 2006
- Russian Footprints, August 24, 2006
- Tyrants and the Bomb, October 17, 2006
- The Kremlin’s Killing Ways, November 28, 2006
- Propaganda Redux , August 7, 2007